# Normschliff

Normschliff (hier Kegelschliff) bei Glasgeräten

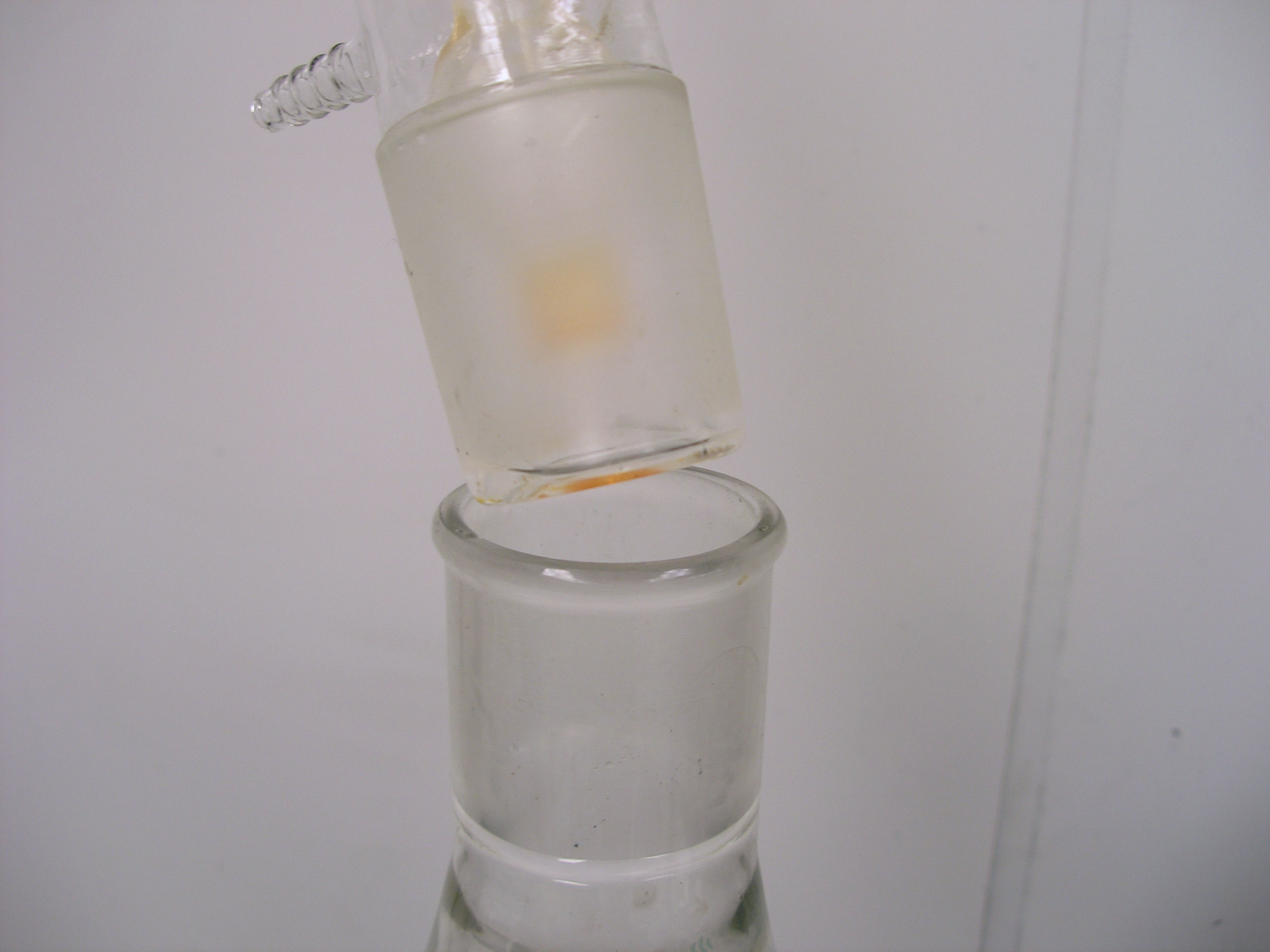
Geöffneter Normschliff

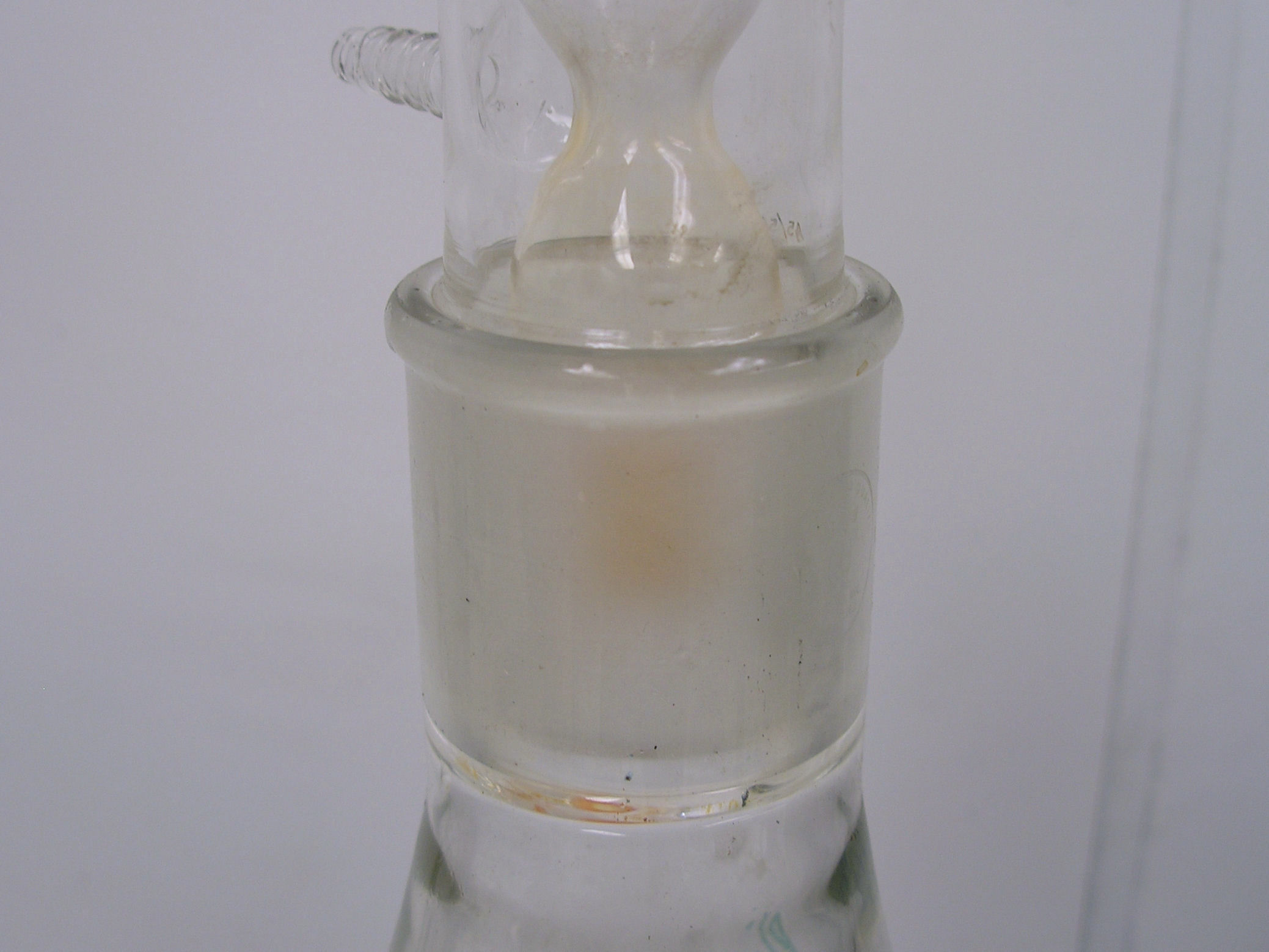
Geschlossener Normschliff

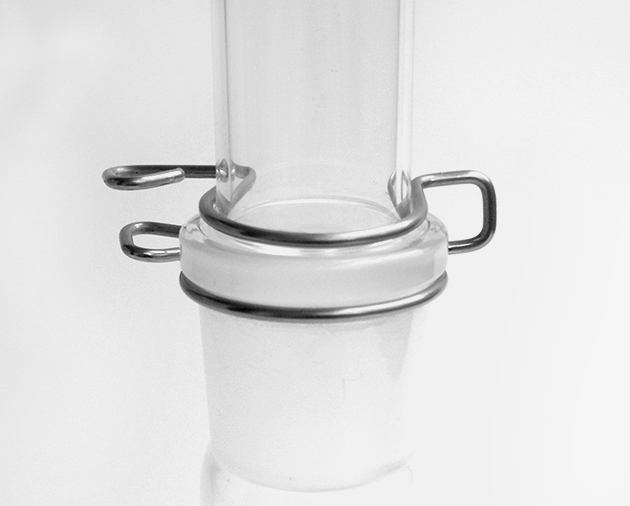
Geschlossener Normschliff mit Schliffklemme

Der Normschliff stellt die häufigste Verbindung zweier Glasgeräte in der Chemie dar. Man unterscheidet zwischen Hülsen und Kernen an den Geräten, wobei immer ein Kern in eine zugehörige Hülse passt. Die Hülse befindet sich beispielsweise am Rundkolben, der Kern an den entsprechenden weiteren Aufbaugeräten wie Rückflusskühler oder Tropftrichter. Zu den Kerngeräten gehören auch die Glasstopfen zum Verschließen momentan nicht gebrauchter Öffnungen. Die Verbindungsfläche zwischen Hülse und Kern ist der Schliff, er wird während der Benutzung mit einem hochviskosen Schlifffett gefettet oder mit Schliffmanschetten aus PTFE oder Teflonband abgedichtet. Mit einer Schliffklemme (Schliffklammer) wird das Auseinanderweichen der Verbindung verhindert. Unterschiedlich große Schliffe können mit Übergangsstücken verbunden werden.

## Größen
Die Normschliffe in Kegelform nach DIN 12 242 sind die Größen NS 5/13, 7/16, 10/19, 12/21, 14/23, 19/26, 24/29, 29/32, 34/35, 45/40, 60/46, 71/51 und 85/55; außerhalb der Norm, jedoch an diese angelehnt sind auch 40/38, 50/42, und 55/44 erhältlich. Die erste Zahl gibt dabei den größeren Durchmesser in Millimetern an, die zweite jeweils die Länge. Die Steigung des Normschliffs beträgt stets 1:20, was einer Verjüngung (engl. taper) von 1:10 entspricht.
Die Verjüngung mit Toleranz wird von ASTM E676 - 02 mit 1±0,006 mm Durchmesser : 10 mm Länge angegeben. Dort findet sich auch eine Messmethode für die Vakuumleckmessung und Durchmesser-Toleranzen für Kegelschliffe.
Bei Langschliffen lauten die Größen NS 5/20, 7/25, 10/30, 12/32, 14/35, 19/38, 24/40, 29/42, 34/45, 40/50, 45/50, 50/50 und 55/50. Sie werden vorwiegend für Arbeiten im Vakuum verwendet, weil die Dichtflächen größer sind.
- Kernschliffe gibt es außerdem mit Verengung, Verlängerung, mit Abtropfring oder mit Abtropfspitze, bei Tropftrichtern ferner mit keilförmigen Einschleifungen um eine feinere Dosierung zu ermöglichen.
- Doppelstücke (Hülse und Kern) für DIN 12 594 gibt es in den Größen Kern NS 14/23 und Hülse 14/23, Kern 19/26 und Hülse 19/26, Kern 29/32 und Hülse 14/23 sowie Kern 29/32 und Hülse 29/32.

Kugelschliffe (DIN 12244 Teil 1) gibt es in den Größen folgender Tabelle S steht für (englisch) Spherical
| Größe | Kern Dm.  | Toleranz Kern | Schale Dm. | Toleranz Schale | 2-stellige Bezeichnung |
| ----- | --------- | ------------- | ---------- | --------------- | ---------------------- |
| S 13  | 12,700 mm | – 11 μm       | 12,706 mm  | + 18 μm         | 13/2 & 13/5            |
| S 19  | 19,050 mm | – 13 μm       | 19,057 mm  | + 21 μm         | 19/9                   |
| S 29  | 28,575 mm | – 13 μm       | 28,582 mm  | + 21 μm         | 29/15                  |
| S 35  | 34,925 mm | – 16 μm       | 34,934 mm  | + 25 μm         | (35/20)                |
| S 40  | 38,100 mm | – 16 μm       | 38,109 mm  | + 25 μm         | 40/25                  |
| S 41  | 41,275 mm | – 16 μm       | 41,284 mm  | + 25 μm         |                        |
| S 51  | 50,800 mm | – 19 μm       | 50,810 mm  | + 30 μm         | 51/30                  |
| S 64  | 63,500 mm | – 19 μm       | 63,510 mm  | + 30 μm         | 64/40                  |

Die eingeklammerte Größe ist laut Lieferant Lactan nicht nach DIN.

## Übergangsstücke

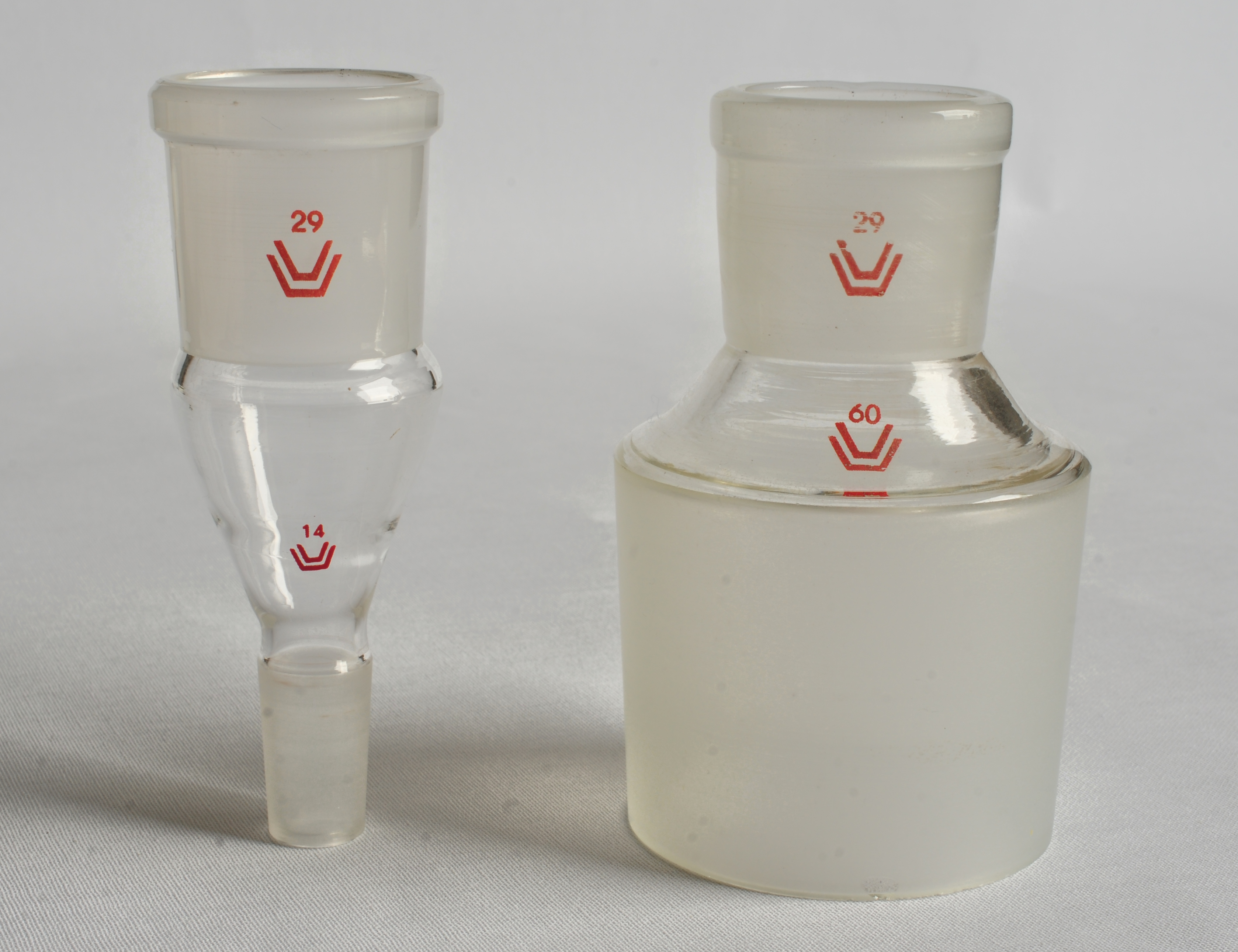
Beispiele für Übergangsstücke

DIN 12257 beschreibt verschiedene Übergangsstücke, um von einer Größe zu einer anderen zu wechseln. Genormt sind nur Übergangsstücke für Kegelschliffe. Wird von einem großen Kern auf eine kleine Hülse gewechselt, spricht man von einem Reduzierstück, umgekehrt von einem Expansionsstück. Neben den genormten Stücken sind eine Vielzahl anderer Bauformen erhältlich, auch Übergangsstücke von Kegel- auf Kugelschliff und umgekehrt und Übergangsstücke für verschieden große Kugelschliffe.
Genormte Übergangsstücke zwischen klein (k) und groß (g):
| Hülse | auf | Kern  |
| ----- | --- | ----- |
| 14/23 | k/g | 19/26 |
| 14/23 | k/g | 29/32 |
| 19/26 | k/g | 29/32 |
| 29/32 | k/g | 45/40 |
| 19/26 | g/k | 14/23 |
| 29/32 | g/k | 14/23 |
| 29/32 | g/k | 19/26 |

Kern und Hülse beziehen sich auf das Element am Übergangsstück.

## Schliffstopfen
Schliffstopfen dienen zum Verschließen einer offenen Hülse und existieren als
- Achtkantdeckelstopfen (bis NS 24/29 teilweise massiv, ab NS 29/32 meist halbhohl)
- Sechskanthohlstopfen mit spitzem Boden
- wie vor, jedoch mit flachem Boden
- wie vor: Braunglas
- wie vor, jedoch mit kleinem Griffdurchmesser
- Deckelstopfen aus Polyethylen, die meist mit Achtkantdeckel

Massivstopfen werden aus einem Glasstab hergestellt, der erhitzt und durch Formpressen zu einem Glasrohling geformt wird, der in einem Stück bereits den Rohkern und den Griff des Stopfens enthält. In einem weiteren Arbeitsschritt wird der eigentliche Normschliff auf dem Kern des Stopfens erzeugt.
Hohlstopfen werden aus Rohrglas gefertigt, welches durch Erhitzen in den zähflüssigen Zustand gebracht wird und anschließend manuell von einem Glasbläser in eine Stopfenform eingeblasen wird. Hohlstopfen zeichnen sich durch ein deutlich geringeres Gewicht aus, sind in der Fertigung jedoch aufwändiger und dadurch teurer. Der Kern erhält wie beim Massivstopfen außen seinen Normschliff in der Schleiferei.
Kegelschliffe – mit einer Querbohrung – treten auch an Ventilen in oder an Glasapparaturen, etwa einer Bürette auf. Der an Glasrohre angeschmolzene oder angegossene Hohlkegel besteht aus Glas, der drehbare Innenkegel kann aus Glas (gefettet) oder Kunststoff bestehen. Es gibt in dieser Form auch Dreiwegventile. Typisch wird der Glaskern von einer Kunststoffschraube oder einem Gummiring im Innenkegel gehalten.
Kleine Glas-Tropfflaschen dienen der ungefähren Dosierung von Flüssigkeit etwa für die zahnärztliche Behandlung. Im Flaschenmund befinden sich schon eingeblasen zwei Rillen bis etwas über die halbe Höhe des Schliffkegels. Zum Öffnen der Tropffunktion wird der kegelig eingeschliffene Glasstopfen mit seinen höher anschließenden eingegossenen halblangen Rillen so gedreht, dass sich die vier Rillen überlappen und zu einem  Ausflusskanal und einem Lufteinlasskanal (diametral gegenüber) ergänzen.

## Andere Schliff-Formen
Neben dem Kegelschliff sind auch Kugelschliff, Zylinderschliff und Planschliff geläufig.

Kugelschliffverbindung, bestehend aus Kugel (links) und Schale (rechts).

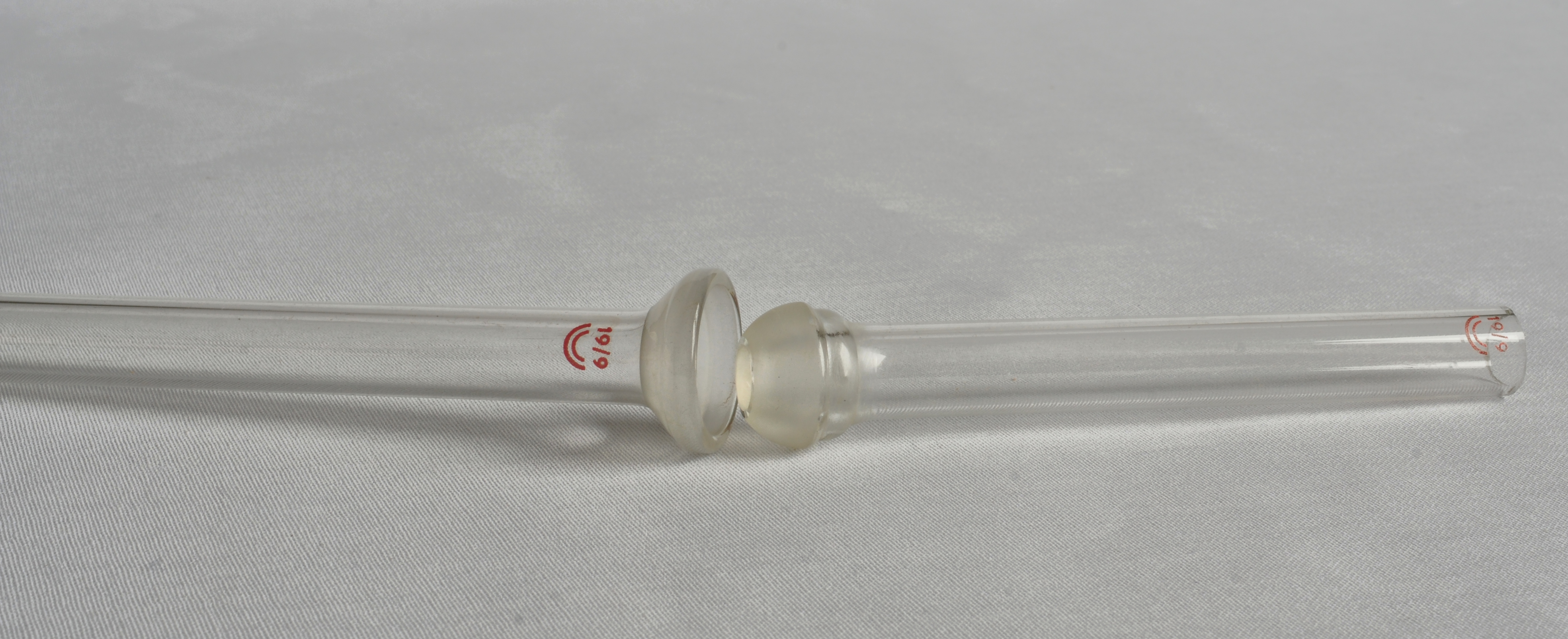
Kugelschliffverbindung

Bei Kugelschliffen tragen die beiden Geräte ein Segment (genauer gesagt eine Kugelschicht) einer Kugel' anstatt eines Kerns und eine Schale (auch eine Kugelschicht) anstatt der Hülse. Diese Verbindungsform erlaubt eine flexible Verbindung. Kugelschliffe werden bei Apparaturen mit größeren Volumina wie z. B. in Pilotanlagen häufig verwendet, weil der Aufbau solcher Anlagen so leichter, flexibler und spannungsärmer realisierbar ist. Sie werden auch häufig bei dem Auffangkolben an Rotationsverdampfern verwendet. Kugelflansch-Verbindungen bestehen aus Kugel und Pfanne in den Nenngrößen KF 15 und KF 25. Im Vergleich zu Kernschliffen können Kugelschliff-/Kugelflanschverbindungen nicht „verbacken“, d. h. sich nicht oder nur noch schwer lösbar verkanten bzw. miteinander verkleben. Nachteilig ist ein höherer Preis der Schliffe, dass immer eine Klammer verwendet werden muss um eine Verbindung zu gewährleisten und dass sie nur mit größerem Aufwand gegen Überdruck dicht zu halten sind.
Zylinderschliffe bestehen wie Kegelschliffe aus einem Kern und einer Hülse und finden bei Kolbenprober und KPG-Rührern Anwendung. Bei KPG-Rührern ist der Kern als Rührwelle ausgeführt, die so dicht ist, dass Vakua von 1 mbar erreicht werden können.
Zylindrisch geschliffen sind ebenso Glasspritzen. Der Zylinder außen ist jedenfalls aus Glas. Innen kann ein meist hohler Glasstempel eingeschliffen sein, es kommen jedoch auch Stahlkolben und Stopfen aus Elastomer mit eingesetzter Kolbenstange vor. Spritzen mit Volumina von 0,5–100 ml dienen etwa für medizinische Injektionen von Flüssigkeiten. Am Auslass kann ein kegeliger Luer-Anschluss direkt aus kegelig geschliffenem Glas ausgebildet sein. Eine Paarung von zwei harten Materialien macht Einschleifen mit sehr kleinem Spalt bei kleiner Toleranz nötig, ergibt aber eine Spritze mit äußerst geringer Presskrafthysterese, also sehr feinfühliger Druckrückmeldung auf Finger und Daumen.
Kolbenprober (Gasspritzen) mit zylindrisch geschliffener Dichtfläche dienen der anschaulichen, dosierten Handhabung kleiner Gasvolumina.
Planschliffe findet man bei Exsikkatoren, Chromatographiekammern für die Dünnschichtchromatographie, Glasreaktoren und Vakuumglocken, die häufig mit einer Gummiplatte auf einer massive Metallplatte abgedichtet sind. Runde Planschliffe sind nach DIN 12214 genormt und haben Größen von 35, 60, 100, 120, 150 und 200 mm Ø. Für größere Geräte gibt es ungenormte Sondergrößen.

## Abdichtung
Kegelschliffe müssen beim Gebrauch leicht gefettet werden, damit sie nicht zusammenbacken. Dazu sind verschiedene Arten von Fett gebräuchlich (Schlifffett).
Dazu kann auch ein Dichtring, eine Schliffmanschette oder ein Band aus PTFE (Teflon) dienen.
Dieses Fetten dient bei heutigen Schliffen nicht mehr zum Dichten, sondern dazu, sie nach Gebrauch wieder lösen zu können, da sie so präzise gefertigt sind, dass Adhäsionskräfte so groß werden können, dass die Schliffe „verbacken“. Das passiert selbst dann, wenn keinerlei Verschmutzungen, die verharzen können, die Schliffe verkleben.
Solche „verbackenen“ Schliffe können in der Regel durch schnelles Erwärmen der Hülse und eventuell gleichzeitiges Kühlen des Kerns wieder getrennt werden. Werden solche verbackenen Schliffe nicht schnell getrennt, kann es nach einiger Zeit zu einer Kaltverschweißung kommen und die Schliffe lassen sich nicht mehr trennen.

## Schliffklemmen

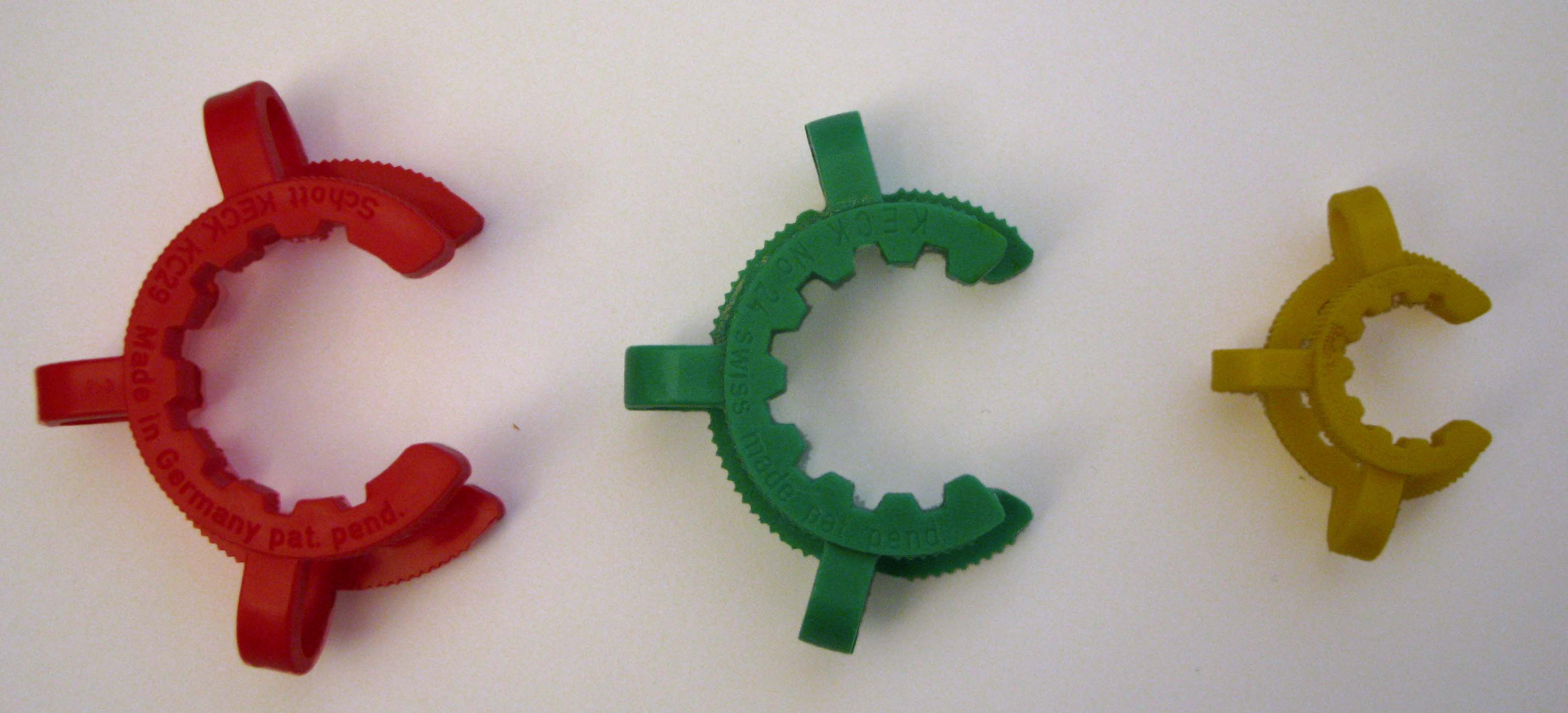
Schliffklemmen für Kegelschliffe aus Kunststoff. Die Größen sind farblich kodiert; NS29 rot, NS24 grün und NS14,5 gelb

Damit sich bei leichten Druckstößen oder leichter Zugbelastung Kegelschliffe nicht lösen, werden Schliffklemmen verwendet. Die einfachsten Ausführungen sind aus Kunststoff, die weniger hitzefest und eher weniger chemisch stabil als solche aus Metall sind.
Metallklemmen können aus einem einzigen Stück federndem Stahldraht gebogen sein.
Aus Federstahlblech, gestanzt, gebogen und vernickelt werden einfach aufsteckbare Klemmen und mit einer Zange justierbare Klemmen hergestellt.
Gabelklemmen müssen wie Wäscheklammern gegen Federdruck etwas geöffnet werden, um die 2 C-förmige Aufnahmen an beiden Schliffpartnern radial klemmend einzurasten. Wird der Klemmengriff ausgelassen, presst das Gabelpaar dank einer Feder die Schliffpartner axial zusammen. Mit einer Feststellschraube mit Rändel kann diese Presskraft auf die Greifkanten der Glasteile deutlich erhöht werden.
So geklammerte Kegelschliffe halten auch bei gewissem Innen-Überdruck geschlossen.
Kugelschliffe müssen generell mit Schliffklemmen gesichert werden. Diese sind durchweg mit Schraubensicherungen versehen.

## Normen und Bezeichnungen
Für Kegelschliffe:
- Commercial Standard CS-21 des ehemaligen National Bureau of Standards ist obsolet, diese Norm hatte deutlich größere Maßtoleranzen erlaubt. CS 21-30, -34, -36, -39, -58 erschienen in den entsprechenden Jahren 1930–1958, in der letzten Ausgabe sind auch Kugelschliffe standardisiert worden.[9][10]
- ASTM E 676 (USA) Full/Medium/Short Length Taper-Ground Joints[11]
- DIN 12 242
- ISO 383

- NS (Normschliff)
- Standard Taper (Symbol: T und S übereinander gezeichnet, T etwas höher stehend)
- SJ (Standard Joint) Bezeichnung bei Büchi in der Dokumentation seines Rotavapors[12]

## Normgrößen
Kegelschliffe haben alle dieselbe Kegelsteigung von 1:20, der Durchmesser verjüngt sich also 1:10 mit der Länge entlang der Achse.
Normgrößen werden durch ein Zahlenpaar spezifiziert. Die erste Zahl gibt den größten Innendurchmesser des Mantels an. Die zweite Zahl nach dem Schrägstrich die Länge der Innenseite, ebenfalls in Millimeter.
Unterschiedliche Normgrößen passen mitunter auch dann zusammen, wenn nur die jeweils erste Zahl übereinstimmt.
Folgende Tabelle ergänzt die oben genannten DIN-genormten Werte (Normschliff und (Norm-)Langschliff) durch andere internationale Normen:
| Full-length   | Medium-length | Short-length  | International-length | Normschliff | Langschliff |           |
| ------------- | ------------- | ------------- | -------------------- | ----------- | ----------- | --------- |
| ASTM E 676-02 | ASTM E 676-02 | ASTM E 676-02 | ISO 383              | DIN 12242   | DIN 12242   | DIN 12242 |
| 5/12          | 5/8           | 5/13          |                      | 5/13        | 5/20        |           |
| 7/25          | 7/15          | 7/10          | 7/16                 | 7/16        | 7/25        |           |
| 10/30         | 10/18         | 10/7 & 10/10  | 10/19                | 10/19       | 10/30       |           |
| 12/30         | 12/18         | 12/10         | 12/21                | 12/21       | 12/32       |           |
| 14/35         | 14/20         | 14/10         | 14/23                | 14/23       | 14/35       |           |
| 19/38         | 19/22         | 19/10         | 19/26                | 19/26       | 19/38       |           |
|               |               |               | 21/28                |             |             |           |
| 24/40         | 24/25         | 24/12         | 24/29                | 24/29       | 24/40       |           |
| 29/42         | 29/26         | 29/12         | 29/32                | 29/32       | 29/42       |           |
| 34/45         | 34/28         | 34/12         | 34/35                | 34/35       | 34/45       |           |
| 40/50         | 40/35         | 40/12         | 40/38                |             | 40/50       |           |
| 45/50         |               | 45/12         | 45/40                | 45/40       | 45/50       |           |
| 50/50         |               | 50/12         | 50/42                |             | 50/50       |           |
| 55/50         |               | 55/12         |                      |             | 55/50       |           |
| 60/50         |               | 60/12         | 60/46                | 60/46       |             |           |
| 71/60         |               | 71/15         | 71/51                | 71/51       |             |           |
|               |               |               | 85/55                | 85/55       |             |           |
|               |               |               | 100/60               |             |             |           |
| 103/60        |               |               |                      |             |             |           |